# Witold Mańczak
Witold Mańczak, né le 12 août 1924 à Sosnowiec (Silésie) et mort le 12 janvier 2016  à Cracovie, est un linguiste polonais, spécialiste en philologie romane et en philologie slave. Il est membre de l'Académie polonaise des arts et sciences et de l'Académie polonaise des sciences.
De 1970 à 1974, il est directeur de l'Institut de philologie romane de l'université Jagellonne où il enseigne depuis 1954. Nommé professeur en 1971, il y exerce cette activité jusqu'en 1994.

## Thèses
Il a traité notamment dans ses recherches des thématiques suivantes :
- le critère de vérité en linguistique et dans les sciences humaines en général : réflexion sur la part de subjectivité du chercheur comparée à des données objectives. Par exemple, beaucoup de publications s'appuient sur l'autorité de publications antérieures plutôt que sur des méthodes statistiques et mathématiques ;
- le nom propre : pour Mańczak, les noms propres ne sont pas traduisibles à l'instar de Varsovie, Warsaw ou Warschau, qui ne sont que l'adaptation phonétique de « Warszawa » alors que les noms communs sont facilement traduits : par exemple, le français « ville » équivaut à « miasto » en polonais, « Stadt » en allemand ou « town » en anglais. Mańczak conteste la définition habituelle selon laquelle les noms propres seraient individuels et se référeraient à des signifiés spécifiques alors que les noms communs se rapportent à de nombreux éléments. Par exemple, Witold est un prénom que portent beaucoup de gens, tout comme les noms de famille Li, Smith, Lopez, Martin ou Dupont sont portés par des milliers voire des millions de personnes ;
- l'essence des affinités entre langues : Mańczak conteste l'idée répandue que « la parenté linguistique ne se manifeste pas dans le vocabulaire, mais dans la grammaire » ; pour lui, le degré de parenté relève plus du lexique que de la phonétique ou des déclinaisons ;
- le développement analogique : l'auteur récuse les lois de développement analogique formulées par Jerzy Kuryłowicz et préfère formuler ses propres lois, fondées sur des données statistiques.

## Publications
Outre ses travaux en linguistique générale, il a publié d'importants travaux de linguistique indo-européenne, romane, germanique, balte et slave. Il a étudié la genèse des peuples indo-européens puis des peuples ou nations roman, germanique et slave. Il a publié de nombreux ouvrages dans lesquels il a présenté des arguments de poids en faveur de l'ethnogenèse indigène des Slaves.
Il est l'auteur de plus de 950 publications, dont 24 livres. On peut citer :
- Gramatyka francuska, Varsovie, 1960 (2e édit. - 1961, 3e édition - 1965).
- Gramatyka włoska, Varsovie, 1961 (2e édit. - 1963, 3e édit. - 1966).
- Polska fonetyka i morfologia historyczna, Łódź, 1965 (2e édition - Varsovie 1975, 3e édition - 1983).
- Gramatyka hiszpańska, Varsovie 1966.
- Z zagadnień językoznawstwa ogólnego, Wrocław, 1970.
- Fonética y morfología histórica del español, Cracovie, 1976 (2e édition - 1989).
- Le latin classique, langue romane commune, Wrocław, 1977.
- Praojczyzna Słowian, Wrocław - Varsovie - Cracovie  - Gdańsk - Łódź 1981, Zakład Narodowy im. Ossolińskich,  (ISBN 83-04-00763-0)[1]
- La classification des langues romanes, Cracovie, Universitas, 1991  (ISBN 978-83-7052-032-8)
- De la préhistoire des peuples indo-européens, Cracovie  1992, Nakładem Uniwersytetu Jagiellońskiego (Presses de l'université Jagellonne),  (ISBN 83-233-0512-9).
- Problemy językoznawstwa ogólnego, Wrocław, 1996, Zakład Narodowy im. Ossolińskich,  (ISBN 83-04-04327-0).
- Wieża Babel, Wrocław - Varsovie - Cracovie, 1999, Zakład Narodowy imienia Ossolińskich,  (ISBN 83-04-04463-3)[2].
- O pochodzeniu i dialekcie Kaszubów, Gdańsk, 2002, Oficyna Czec,  (ISBN 83-87408-47-6).
- Przedhistoryczne migracje Słowian i pochodzenie języka staro-cerkiewno-słowiańskiego, Cracovie, 2004, PAU,  (ISBN 83-88857-79-7).

De nombreux articles sont notamment publiés dans les revues Bulletin de la Société polonaise de linguistique, Journal of Quantitative Linguistics.